# Electro-Harmonix
 (novembre 2010).
Si vous disposez d'ouvrages ou d'articles de référence ou si vous connaissez des sites web de qualité traitant du thème abordé ici, merci de compléter l'article en donnant les références utiles à sa vérifiabilité et en les liant à la section « Notes et références ».
 (mai 2022).
- Si vous ne connaissez pas le sujet, laissez ce bandeau (vous pouvez alors contacter les auteurs).
- Si vous supprimez le contenu mis en cause (vous pouvez préalablement contacter les auteurs),

argumentez précisément cette suppression dans la page de discussion
(un manque de référence n'est pas un argument ; une recherche réelle de référence doit avoir été effectuée, être formellement documentée).
 (mai 2022).

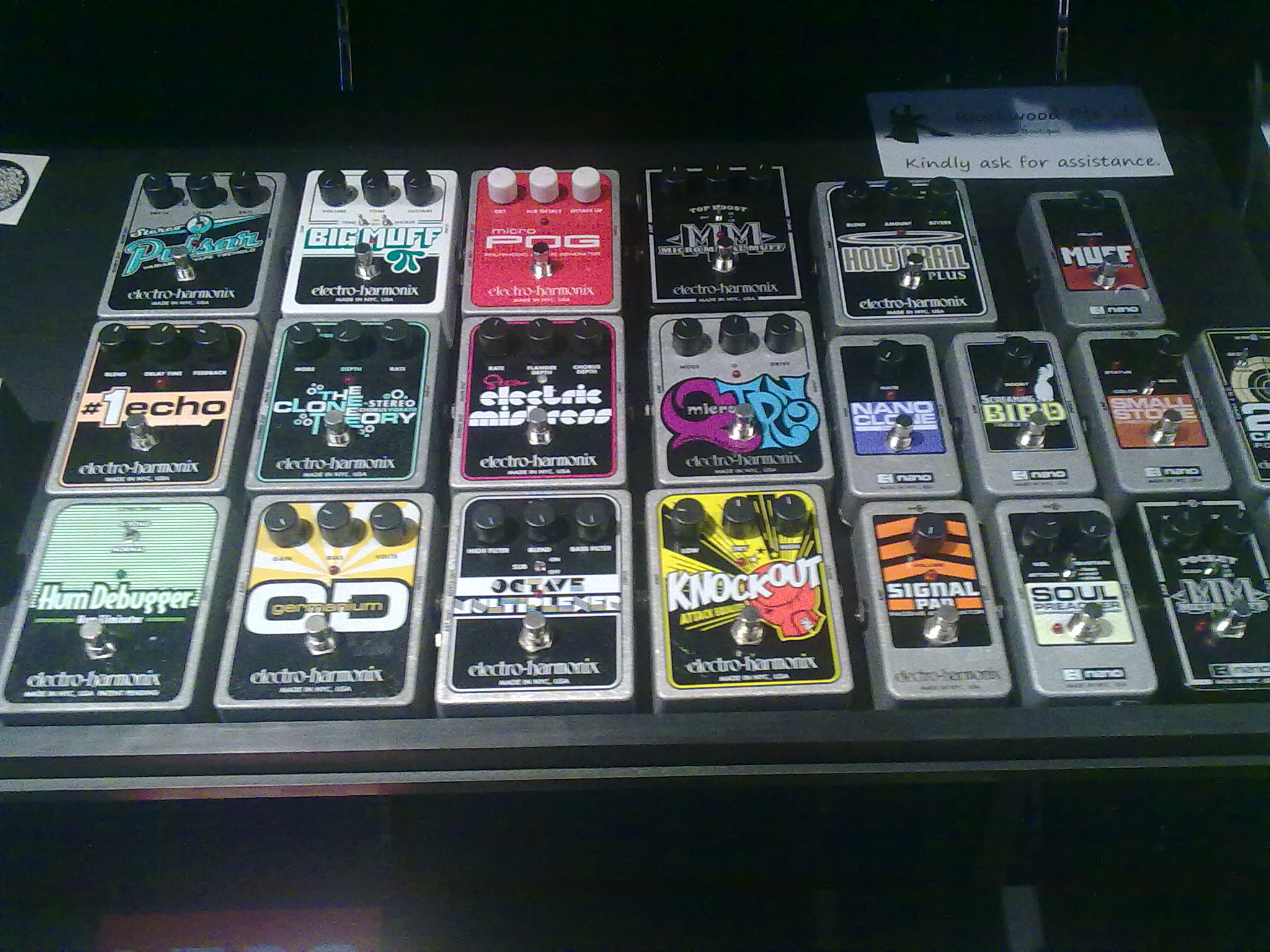
Pédales d'effet Electro-Harmonix

Electro Harmonix (ou EHX) est une entreprise spécialisée dans la conception et création de processeurs audio et de pédales d'effet. La compagnie basée à New York est fondé en 1968 par Mike Matthews. Elle est aujourd’hui connue pour ses pédales d’effet, en particulier la Big Muff, la Small Clone (popularisée par Kurt Cobain) ou le Memory Man (employé notamment par The Edge). 

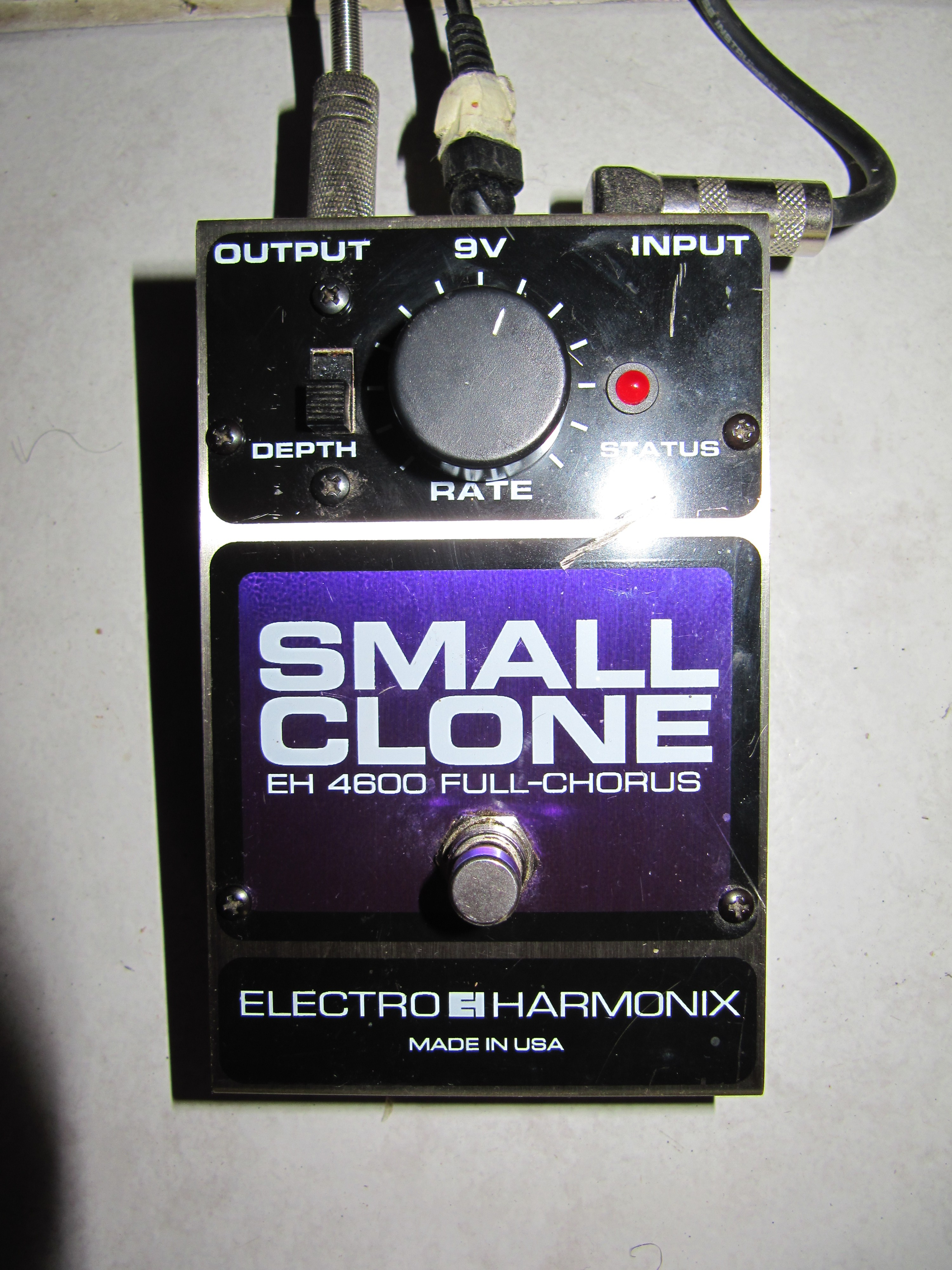
Pédale de chorus Small Clone d'Electro-Harmonix

## Histoire de l’entreprise

### Fondation
EHX est fondée en octobre 1968 par Mike Matthews dans la ville de New York. Après avoir réalisé que son poste chez IBM ne lui convient pas Mike Matthews décide de s’investir dans sa passion : la musique. Il tente alors de commencer une carrière de claviériste. Conscient que la musique ne lui permet pas de subvenir à ses besoins ainsi qu’à ceux de sa femme, il commence à construire avec Bill Berko (proche de Mike Matthews et réparateur audio), des pédales de fuzz, distribuées par Guild. L’utilisation de cet effet par Jimi Hendrix,les Rolling Stones et les artistes en vogue de la fin des années 1960, suscite un engouement chez les guitaristes et les ventes des pédales de fuzz explosent.
Suite du départ inexpliqué de Berko, les anciens collègues de Matthews chez IBM lui présentent Robert Myer, concepteur et ingénieur électronicien. Ensemble ils commencent à concevoir un circuit émulant, l’utilisation d’un sustainer sans distorsion par Hendrix. Durant l’essai Matthews remarque une autre pédale branchée au prototype. Après avoir interrogé Myer à ce sujet, cette pédale s’avère être un booster de signal censé amener le signal de la guitare au niveau nécessaire au bon fonctionnement du prototype. Basé sur un unique transistor, ce booster de signal, devient la Linear Power Booster (LPB-1), encore fabriquée de nos jours.
Peu de temps après, Matthews fonde la compagnie Electro Harmonix pour produire ses pédales ainsi que toutes celles conçues des années 1960 au début des années 1980. La fondation de la compagnie voit apparaître le célèbre logo Electro Harmonix, souvent décrit comme une tête de bélier ou d’agneau. D’après Mike ce logo n’a pas de signification particulière, il le trouve juste distinctif.

### Premiers produits
Outre la LPB-1, Electro Harmonix commercialise la LPB-2 qui consiste en l’ajout du circuit de la Screaming Bird Treble Booster (un booster d’aigu) et de celui de la Mole Bass Booster (un booster de grave) à la suite du circuit de la LPB-1. EHX réédite la Foxey Lady sous le nom d’Axis Fuzz. D’autres produits moins connus du public sont conçus durant cette période. Avec la popularisation de la Stéréo, EHX commercialise la LSB-1 et la LSB-2, qui sont des versions Stéréo de la LPB-1 et de la LPB-2. Ils commercialisent également la Stereo Tone Expander et la Stereo Pulse Modulator (qui, d’après la publicité, doit donner la sensation d’être « électroniquement défoncé »). À la fin des années 1960, EHX conçoit l’éphémère effet Ambitron qui convertit le signal mono en signal stéréo, utilisable sur une guitare. Alors qu’il présente sa LPB-1 au NAMM show en 1968, Matthews change le monde de l’amplification en montrant que les préamplificateurs peuvent être placés en série afin de créer de la distorsion. Un des premiers à réaliser le potentiel de cette découverte est Hartley Peavey (Peavey Electronics Corporation) qui à l’issue de la démonstration achète une LPB-1 dans le but de percer ses secrets. Peu de temps après, beaucoup de fabricants intégrèrent le concept de préamplificateurs en cascade à leurs amplificateurs.

### Années 1970
Au début des années 1970, Electro Harmonix commercialise ce qui va devenir son produit phare : la Big Muff Pi. La Big Muff Pi devient populaire auprès des guitaristes pour plusieurs raisons. Tout d’abord, elle est moins chère que les distorsions proposées par la concurrence de l’époque. Ensuite, elle permet de jouer des notes seules ainsi que des accords avec la même clarté de son. Les premiers exemplaires sont vendus pour environ 40 dollars. Ajoutant à cela sortie de la Small Stone Phase Shifter et de la Memory Man, les années 1970 sont pour EHX une période d’essor, un âge d’or. Matthews confie même qu’il a des difficultés à honorer le marché, avec des demandes atteignant les 7 000 unités par mois.
L’équipe de EHX ne se contentent pas de produire des pédales d’effet, ils conçoivent également une gamme d’amplificateurs pour guitare et basse pouvant fonctionner en courant alternatif, continu ou les deux. La marque au bélier s’attaque aussi au marché des percussions électroniques en lançant une gamme de boite à rythme (DRM-15, 16 et 32) ainsi que des effets pour batterie électronique tels que la Rolling Thunder, la Space Drum et la Crash Pad.
Matthews n’a jamais voulu restreindre son travail aux États-Unis d’Amérique et en 1973 ou 1974, la compagnie envoie le premier contingent d’affaire américain en Chine. En 1979, EHX devient une des premières compagnies à présenter ses produits à l’exposition de biens de consommations et de produits de mode de Moscou. Cette exposition est un succès pour Electro Harmonix dont le stand est envahi par la foule venue admirer l’Electro Harmonix Work Band, un groupe de musique composé d’employés d’EHX jouant sur les produits de la marque. Matthews en profite pour présenter ses nouveautés, le Mini Synthesizers et le Guitar Sythesizers. Il distribue aussi des albums de l’EHX Work Band ainsi que des autocollants et des articles de presse. L’apogée de ce voyage en URSS est l’invitation au bal du 4 juillet chez l’ambassadeur américain en URSS.

### Chute
En 1978, Matthews est nommé chef de petite entreprise de l’année pour l’État de New York. Cependant, les réjouissances sont de courte durée. Devant le refus de Matthews de laisser s’installer un syndicat dans son entreprise, ceux-ci bloquent la fabrique, tentant de rallier les employés à leur cause, sans succès car les employés refusent de se syndiquer. Les syndicalistes accusèrent alors Matthews d’exploiter les minorités, mais, une fois de plus, les employés restent loyaux envers leur direction. Contrairement à ce que les syndicats avancent, Matthews est un employeur modèle. Il privilégie la promotion par le mérite plutôt que par l’ancienneté. Certains travailleurs non qualifiés débutent avec le salaire minimum pour atteindre des postes aux salaires élevés. Tous ses employés bénéficient d’une couverture sociale, de congés payés et de formations leur permettant d’avancer dans l’entreprise. Une bonne ambiance régne dans les ateliers et à plusieurs occasions Matthews ferme l’entreprise pour emmener ses employés et leurs familles pique-niquer à Long Island. Le 10 aout 1981, alors que Mike Matthews arrive à l’atelier, il est attaqué par cinq syndicalistes qui le molestent. Les syndicalistes proposent des tickets repas supplémentaires aux employés en échange de leur adhésion, ceux qui refusent sont battus. Et malgré l’intervention de la police, peu d’employés peuvent franchir le blocus pour pénétrer dans l’atelier. Des syndicalistes embusqués attaquent les employés lorsqu’ils quittent l’atelier. Le 19 aout, Matthews décide de fermer l’entreprise pour protéger ses employés. TV news diffuse les vidéos des agressions commises par les syndicalistes, prises en caméra cachée et  demandent à Matthews son avis à ce sujet. Le jeudi 20 aout 1981, Matthews et une soixantaine d’employés forcent le blocus et reprennent le travail. Durant 5 mois, Matthews et une quarantaine d’employés occupent l’atelier pour le protéger des syndicalistes. Malgré l’ordre donné par le conseil national des relations du travail (National Labor Relations Board) aux syndicats de cesser le mouvement immédiatement, les répercussions de plusieurs mois de blocage contraignent Matthews à déposer le bilan en janvier 1981. Mike et ses employés sont anéantis, et les soutiens financiers, persuadés qu’EHX ne survivra pas à cette crise, le laissent tomber, aucun autre soutien n’est trouvé. [réf. nécessaire]

### Résurrection
Matthews ne se laisse pas abattre et réunit l’argent nécessaire au rachat de sa compagnie en mars 1982, en vendant tous ses actifs aux enchères. En quelques semaines, Electro Harmonix est de retour. Mais en 1984, l’entreprise qui a survécu au syndicalisme, est mise en déroute par la concurrence japonaise. L’entreprise a commandé des puces pour compléter des commandes qui se comptent en millions de dollars, mais le fournisseur détourne la commande vers les producteurs japonais. La compagnie est vendue à un homme d’affaires qui distribue les produits Electro Harmonix à travers la Broadway Computer Corporation. Quand, en 1986, la Broadway Computer Corporation fait faillite, Matthews rachète la propriété de la marque déposée Electro Harmonix sans distribuer aucun produit à cette époque. Le bon accueil que les Russes ont fait à Matthews, l’encourage à créer une nouvelle compagnie, the New Sensor Company. Bien que sa principale activité est la distribution de tubes électroniques (aussi appelé lampes), il ne commercialise qu’une seule pédale, la Soul Kiss, dérivée de la célèbre Talk Box.
En 1990, il crée la compagnie Sovtek qui fabrique et commercialise une nouvelle version de la Big Muff  en Russie. Par la suite, la Small Stone Phase Shifter, la Deluxe Electric Mistress Flanger ainsi que la Memory Man sont réédités par Sovtek. Une ligne d’amplificateurs à lampes pour guitare, fabriqués en Russie, est également conçue. En 1995, Matthews demande au créateur de la Mutron III, un filtre d’enveloppe, de concevoir une pédale utilisant le même circuit pour EHX : la Q-Tron.
Au début des années 2000, EHX revient à New York, et lance une réédition de toutes ses créations ainsi que la conception de nouveautés. En 2006, Matthews lance les série Micro et Nano, des rééditions des classiques de la marque dans des boitiers plus compacts et remplace l’alimentation mini-jack par un système d’alimentation au normes actuelles. Bien que la fabrication des circuits est délocalisée, l’assemblage continue à être effectué à New York.

## Produits

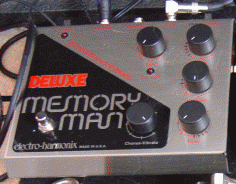
Deluxe Memory Man, delay.

Electro Harmonix utilise la technologie analogique ainsi que numérique dans ses produits. Ses pédales les plus connues incluent la Big Muff (une fuzz), créée en 1969 ; le delay Memory Man (employé par The Edge) ou encore le chorus Small Clone (popularisée par Kurt Cobain).

## Sources
- « The Big Muff Pi Home Page », sur kitrae.net (consulté le 13 janvier 2024)
- (en) « The EH Man’s Electro-Harmonix Extravaganza!! », sur vintageusaguitars.com (consulté le 13 janvier 2024)